# Chieti Calcio 1992-1993
Questa pagina raccoglie le informazioni riguardanti il Chieti Calcio nelle competizioni ufficiali della stagione 1992-1993.

## Rosa
| N. |                   | Ruolo | Calciatore            |
| -- | ----------------- | ----- | --------------------- |
|    | Italia (bandiera) | P     | Luca Alidori          |
|    | Italia (bandiera) | D     | Nicola Bellandrini    |
|    | Italia (bandiera) | D     | Gabriele Consorti     |
|    | Italia (bandiera) | D     | Luca D'Angelo         |
|    | Italia (bandiera) | C     | Giuseppe De Amicis    |
|    | Italia (bandiera) | A     | Federico Delli Rocili |
|    | Italia (bandiera) | C     | Sabatino De Massis    |
|    | Italia (bandiera) | D     | Ercole D'Eustacchio   |
|    | Italia (bandiera) | A     | Emiliano Di Meo       |
|    | Italia (bandiera) | A     | Sandro Federico       |
|    | Italia (bandiera) | A     | Vincenzo Feola        |
|    | Italia (bandiera) | C     | Roberto Labadini      |

| N. |                   | Ruolo | Calciatore             |
| -- | ----------------- | ----- | ---------------------- |
|    | Italia (bandiera) | A     | Luca Leone             |
|    | Italia (bandiera) | P     | Dario Marigo           |
|    | Italia (bandiera) | C     | Luciano Mauro          |
|    | Italia (bandiera) | D     | Gabriele Morganti      |
|    | Italia (bandiera) | A     | Armando Ortoli         |
|    | Italia (bandiera) | A     | Giovanni Pagliari (II) |
|    | Italia (bandiera) | C     | Andrea Pallanch        |
|    | Italia (bandiera) | C     | Mauro Picconi          |
|    | Italia (bandiera) | D     | Emidio Sabatelli       |
|    | Italia (bandiera) | A     | Giovanni Tiberi        |
|    | Italia (bandiera) | C     | Francesco Tomei        |

## Risultati

### Campionato

#### Girone di andata
| 30 agosto 1992 1ª giornata | Barletta | 1 – 0 | Chieti |  |

| 6 settembre 1992 2ª giornata | Chieti | 1 – 1 | Messina |  |

| 13 settembre 1992 3ª giornata | Salernitana | 2 – 0 | Chieti |  |

| 20 settembre 1992 4ª giornata | Chieti | 1 – 0 | Lodigiani |  |

| 27 settembre 1992 5ª giornata | Reggina | 1 – 1 | Chieti |  |

| 4 ottobre 1992 6ª giornata | Chieti | 1 – 1 | Potenza |  |

| 18 ottobre 1992 7ª giornata | Casertana | 3 – 1 | Chieti |  |

| 25 ottobre 1992 8ª giornata | Siracusa | 0 – 0 | Chieti |  |

| 1º novembre 1992 9ª giornata | Chieti | 0 – 0 | Perugia |  |

| Nola 8 novembre 1992 10ª giornata | Nola         | 0 – 0 | Chieti | Stadio Comunale Piazza d'Armi\| Arbitro: \| Saraz (Roma) \| |
| Arbitro:                          | Saraz (Roma) |       |        |                                                             |

| 15 novembre 1992 11ª giornata | Chieti | 0 – 2 | Giarre |  |

| 22 novembre 1992 12ª giornata | Catania | 1 – 0 | Chieti |  |

| 29 novembre 1992 13ª giornata | Chieti | 1 – 1 | Ischia Isolaverde |  |

| 16 dicembre 1992 14ª giornata | Casarano | 0 – 0 | Chieti |  |

| 13 dicembre 1992 15ª giornata | Chieti | 0 – 0 | Avellino |  |

| 20 dicembre 1992 16ª giornata | Acireale | 2 – 1 | Chieti |  |

| 27 dicembre 1992 17ª giornata | Chieti | 0 – 3 | Palermo |  |

#### Girone di ritorno
| 24 gennaio 1993 18ª giornata | Chieti | 1 – 0 | Barletta |  |

| 31 gennaio 1993 19ª giornata | Messina | 2 – 0 | Chieti |  |

| 7 febbraio 1993 20ª giornata | Chieti | 0 – 0 | Salernitana |  |

| 14 febbraio 1993 21ª giornata | Lodigiani | 2 – 2 | Chieti |  |

| 21 febbraio 1993 22ª giornata | Chieti | 1 – 0 | Reggina |  |

| 7 marzo 1993 23ª giornata | Potenza | 1 – 0 | Chieti |  |

| 14 marzo 1993 24ª giornata | Chieti | 0 – 1 | Casertana |  |

| 21 marzo 1993 25ª giornata | Chieti | 0 – 0 | Siracusa |  |

| 28 marzo 1993 26ª giornata | Perugia | 1 – 0 | Chieti |  |

| Arbitro: | Ciambotti |

|                     |           |  |
| Giovanni Tiberi 13’ | Marcatori |  |

| 18 aprile 1993 28ª giornata | Giarre | 3 – 1 | Chieti |  |

| 25 aprile 1993 29ª giornata | Chieti | 1 – 0 | Catania |  |

| 2 maggio 1993 30ª giornata | Ischia Isolaverde | 1 – 2 | Chieti |  |

| 9 maggio 1993 31ª giornata | Chieti | 1 – 0 | Casarano |  |

| 16 maggio 1993 32ª giornata | Avellino | 0 – 0 | Chieti |  |

| 23 maggio 1993 33ª giornata | Chieti | 1 – 1 | Acireale |  |

| 30 maggio 1993 34ª giornata | Palermo | 1 – 1 | Chieti |  |